# Тимощук Ігор Вікторович
І́гор Ві́кторович Тимощу́к —  лейтенант Збройних Сил України, учасник російсько-української війни, який відзначився у ході російського вторгнення в Україну. Герой України (2023).

## Життєпис
Народився в с. Гаразджа Луцького р-ну Волинської області. Ігор Тимощук у мирномі житті мешкав на Волині. До 2012 року служив у Державній прикордонній служба України .
Під час російського вторгнення в Україну служить в 110-й окремій механізованій бригаді. Під час оборони Авдіївки здійснював планування, керування та безпосередню участь у штурмових операціях. Групи під його керівництвом неодноразово знищували ворогів, брали в полон солдатів противника, повертали контроль над позиціями. Завдяки успішному відновленню втрачених оборонних позицій Ігор Тимощук запобіг прориву ворога до Авдіївки, що забезпечило втримання важливого рубежу для оборони країни.
В кінці 2024 на початку 2025 брав участь в битві за Велику Новосілку. Виконував обов'язки командира роти 

## Нагороди
- Звання Герой України з врученням ордена «Золота Зірка» (29 грудня 2023) — за особисту мужність і героїзм, виявлені у захисті державного суверенітету та територіальної цілісності України, самовіддане служіння Українському народу.[5] Орден вручив президент України Володимир Зеленський під час відвідування Авдіївки 29 грудня 2023 року.[3]